# Paul Schäfer
Paul Schäfer (Bonn, 4 dicembre 1921 – Santiago del Cile, 24 aprile 2010) è stato un criminale, militare e medico tedesco.

## Biografia
Unitosi alla Gioventù Hitleriana, divenne medico per la Wehrmacht e raggiunse il grado di caporale. È noto per essere il fondatore della setta e comune agricola di immigrati tedeschi Colonia Dignidad (poi Villa Baviera), circa 340 chilometri a sud di Santiago del Cile, dove avvennero molti abusi sui minori, per i quali Schäfer venne condannato a 33 anni di carcere.
Indagini di Amnesty International ed il Rapporto Rettig della Commissione Nazionale per la Verità e la Riconciliazione hanno dimostrato che la colonia era anche utilizzata dalla DINA, la polizia segreta cilena, durante la dittatura di Augusto Pinochet.